# Paecilaema withi
Paecilaema withi is een hooiwagen uit de familie Cosmetidae.